# فوكانغ
فوكانغ هي مدينة على مستوى مقاطعة، في الصين، تقع في Changji Hui Autonomous Prefecture ‏، بلغ عدد سكانها 165,006 نسمة، تبلغ مساحتها 8,844.85 كيلومتر مربع، رمزها البريدي هو 831500.

## التقسيمات الإدارية
- Shuimogou Township  [لغات أخرى]‏.